# Heidoti (Coppenamerivier)
Heidoti was tot uiterlijk de jaren 1970 een dorp aan de Coppenamerivier in Suriname. Het lag tussen stroomafwaarts ten opzichte van Witagron.
'Heidoti' betekent 'hoge grond'; doti betekent ook 'vuil'. Het was een inheems dorp. en werd later bewoond door marrons.